# Grüner See (Ratingen)

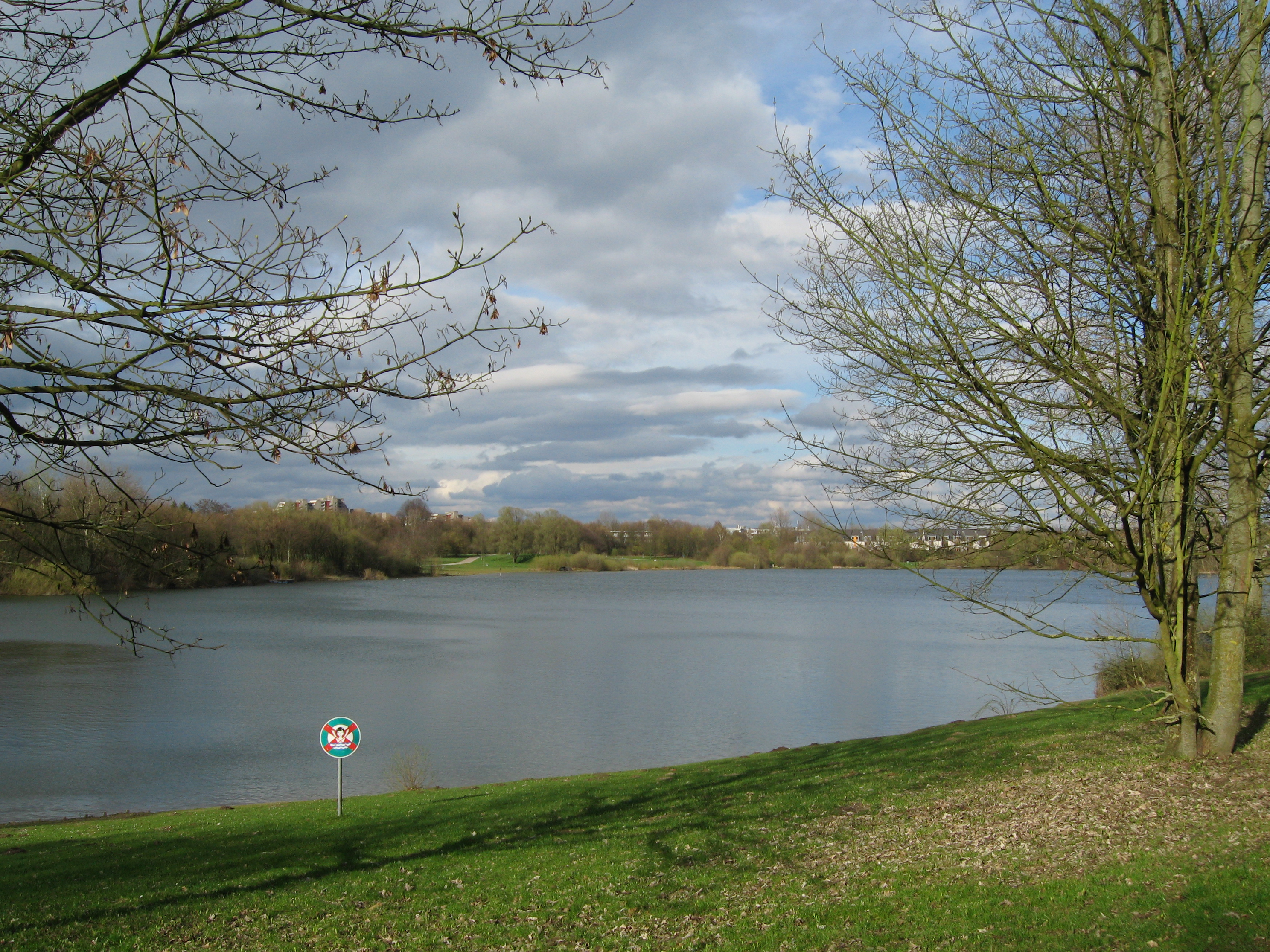
Grüner See

Der Grüne See ist ein 223.000 m² großer See im Erholungspark Volkardey südwestlich des Stadtkerns von Ratingen. Er ist damit hinter dem Silbersee der zweitgrößte See Ratingens. Er hat eine maximale Tiefe von ca. 12 Meter.
Entstanden ist der See bei der Gewinnung von Bodenschätzen. Ab dem Jahr 1951 wurden Sand und Kies bis zum Grundwasserniveau abgetragen und zu Kalksandsteinen weiterverarbeitet. Das zutagetretende Grund- und Schichtwasser sammelte sich und bildete den Baggersee.
Der See wird zur Naherholung und zum Wassersport genutzt. Jedoch sind lediglich Bootfahren und Surfen zulässig, da wegen gefährlicher Kaltwasserströme, beginnend ab 1 m Tiefe, ein generelles Badeverbot herrscht.
Zu den Fischarten zählen Karpfen, Barsche und Hechte. Der See wird vom ASV Düsseldorf-Wittlaer betreut.